# Granja de Moreruela

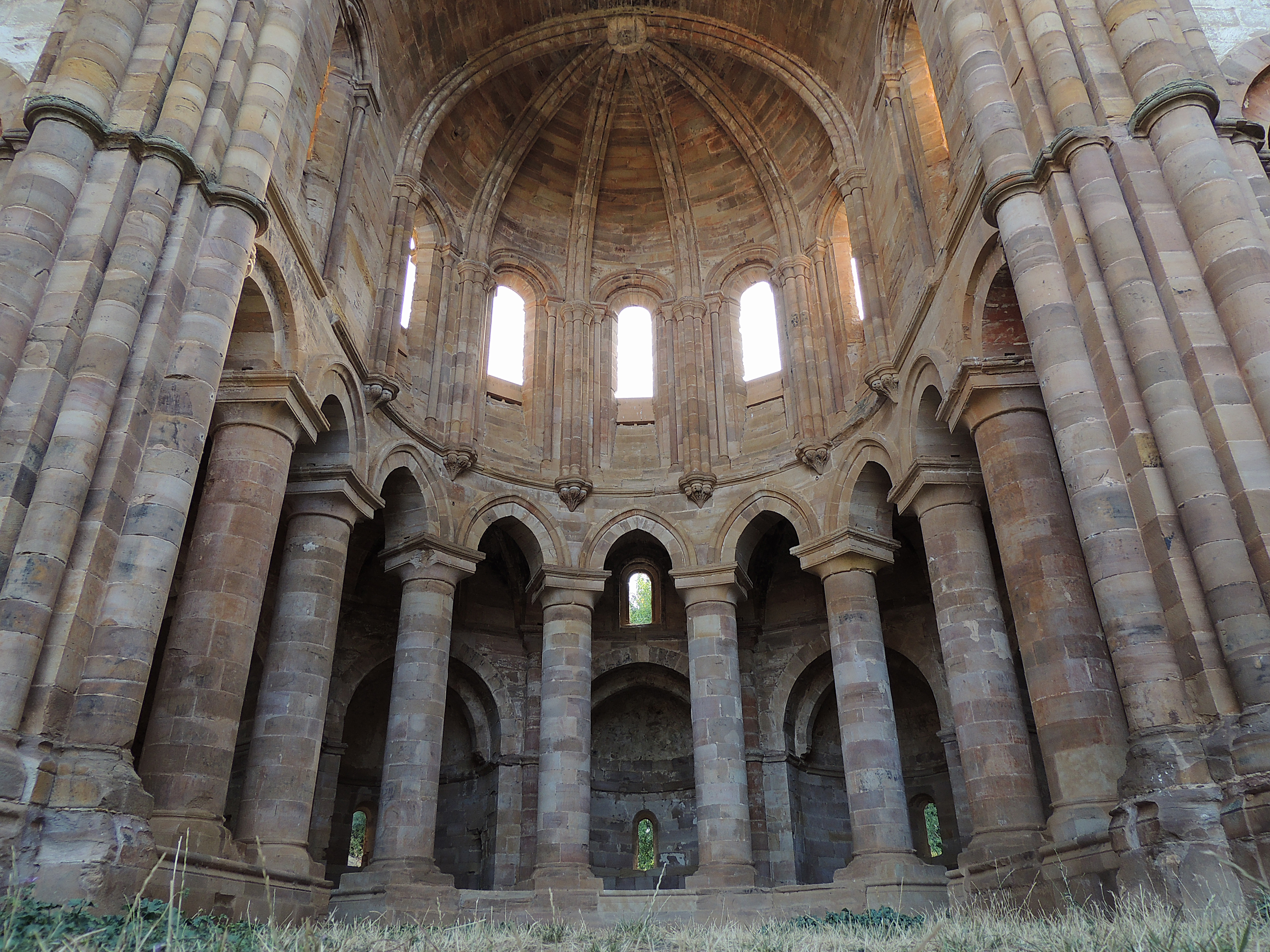
Apsis der Klosterkirche

Granja de Moreruela ist ein nordspanischer Ort und Hauptort einer 250 Einwohner (Stand: 2024) zählenden Gemeinde (municipio) in der Provinz Zamora in der autonomen spanischen Region Kastilien-León. Granja de Moreruela liegt an der Via de la Plata, einer von Süden (Sevilla, Mérida, Cáceres, Salamanca und Zamora) kommenden und in León oder Astorga in die Hauptstrecke einmündenden Nebenstrecke des Jakobswegs; gleichzeitig zweigt hier der Camino de Santiago Sanabrés nach Westen ab.

## Lage und Klima
Der Ort Granja de Moreruela liegt in der Meseta etwa 38 km (Fahrtstrecke) nördlich der Provinzhauptstadt Zamora in ca. 730 m Höhe auf einem Felshügel etwa 2 km östlich des Flusses Río Esla. Die winterlichen Temperaturen sind durchaus kühl, im Sommer dagegen ist es warm bis heiß; die eher spärlichen Regenfälle (ca. 425 mm/Jahr) fallen mit Ausnahme der Sommermonate übers ganze Jahr verteilt.

## Bevölkerungsentwicklung
| Jahr      | 1857 | 1900 | 1950 | 2000 | 2020 |
| Einwohner | 596  | 819  | 845  | 385  | 271  |

Der deutliche Bevölkerungsrückgang seit den 1950er Jahren ist im Wesentlichen auf die Mechanisierung der Landwirtschaft und die Aufgabe bäuerlicher Kleinbetriebe und den daraus resultierenden Arbeitsplatzmangel auf dem Land zurückzuführen (Landflucht).

## Wirtschaft
Die Landwirtschaft bildete seit jeher die Lebensgrundlage für die als Selbstversorger lebende Bevölkerung der Region; im Ort selber ließen sich Handwerker, Kleinhändler und Dienstleister aller Art nieder.

## Geschichte
Auf dem Gemeindegebiet wurden prähistorische Felszeichnungen entdeckt. Obwohl der Ort unter seinem alten Namen Santa Eugenia an der bereits in der Antike genutzten Via de la Plata lag, wurden keltische, römische, westgotische und selbst maurische Spuren bislang nicht gefunden. Im Jahr 1143 gründete der Zisterzienserorden knapp 2 km westlich des Ortes das Kloster Moreruela; wahrscheinlich gab es im oder beim Ort einen Wirtschaftsbetrieb des Klosters oder eine Lagerscheune (granja).

## Sehenswürdigkeiten und Kultur
- Die heutige Pfarrkirche des Ortes (Iglesia de San Juan Bautista) ist ein Ziegel- und Werksteinbau des ausgehenden 19. Jahrhunderts.

Umgebung
- Das ehemalige Zisterzienserkloster La Moreruela ist ein bedeutender spätromanisch-frühgotischer Kirchenbau Spaniens.
- Ca. 2,5 km nördlich des Klosters bzw. ca. 3,5 km nordwestlich des Ortes befindet sich eine mittelalterliche Steinbrücke über den Río Esla (Puente Quintos).